# Mastère Spécialisé
O Mastère Spécialisé ou Specialized Master ou Advanced Master é um grau acadêmico nível mestrado francês de gestão de empresas ou engenharia criada em 1986 pela Conférence des grandes écoles.